# Dorothy Johnstone
Dorothy Johnstone (1892–1980) est une peintre et aquarelliste écossaise.

## Biographie

### Jeunesse et formation
Johnstone nait à Édimbourg en 1892 et grandit Napier Road, près du manoir gothique de Rockville. Son père, l'artiste paysagiste George Whitton Johnstone RSA (1849–1901), encourage ses talents artistiques et, à l'âge de 16 ans, elle s'inscrit comme étudiante au Edinburgh College of Art. Elle suit les cours de Life Class avec Ernest Stephen Lumsden  où elle révèle ses talents de portraitiste informel, un genre pour lequel elle se fait connaître. En 1914, elle devient membre du personnel de l'Edinburgh College of Art.

### Carrière
À partir de l'été 1915, elle se rend régulièrement à Kirkcudbright à Galloway, où elle peint avec d'autres artistes, principalement des femmes, dont Jessie M. King, dans le cadre de la Kirkcudbright School,. Dorothy Johnstone, avec ses amies proches Cecile Walton, et Mary Newbery, est membre de l'École d'Édimbourg, qui se reforme en 1919. Ce collectif d'artistes talentueux et progressistes est associé à l'Edinburgh College of Art. En 1919, elle vit à Kirkcudbright où elle eut une liaison avec Vera Holme qui allait devenir la « chauffeuse des Pankhurst ».

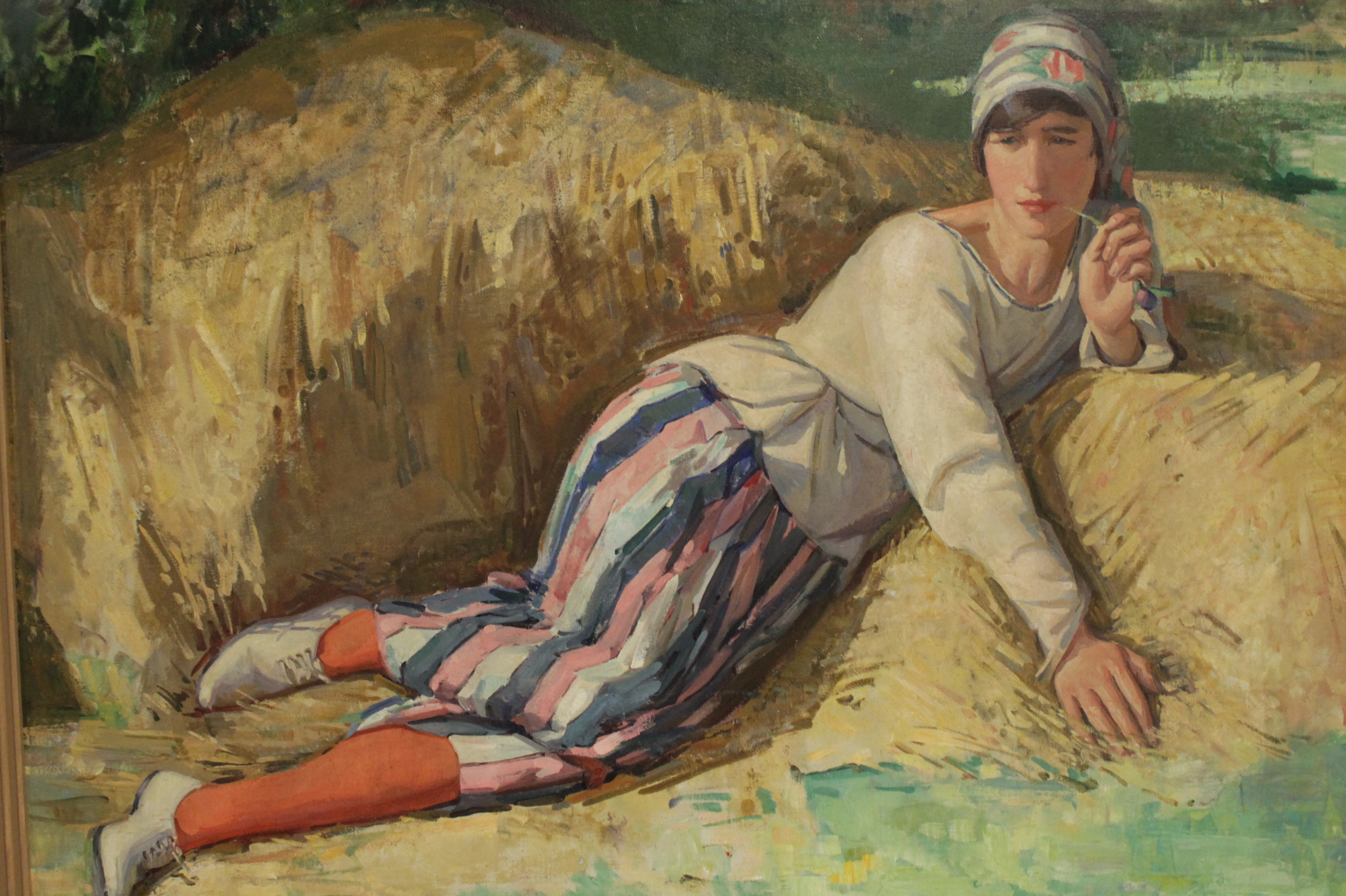
Dorothy Johnstone : Portrait de Cecile Walton, 1918.

En 1924, au sommet de sa carrière artistique, Johnstone organise une exposition commune à Édimbourg avec sa collègue Cecile Walton. Elle épouse son collègue et confrère David Macbeth Sutherland en 1924. Ils ont eu un fils, Sir Iain Sutherland, en 1925, et une fille en 1928. En raison de la nomination de son mari en 1933 à la tête de la Gray's School of Art d'Aberdeen (aujourd'hui Robert Gordon's University), et en tant que femme mariée, elle abandonne sa carrière et ses étudiants. Elle conserve ses liens avec Édimbourg en continuant à exposer ses portraits et ses paysages à la Royal Scottish Academy, dont elle est élue associée (ARSA) en 1962.
Johnstone peint des paysages et des portraits, en particulier d'enfants, et son style est libre et détendu. Elle utilise de l'huile, de l'aquarelle, du crayon ou de la craie,,. Certaines de ses œuvres sont exposées à la National Gallery of Scotland. À sa mort en 1980, elle lègue son important tableau de jeunesse « Marguerites » (peint en 1912) à la Royal Scottish Academy.